# Goa-Head
Goa-Head är en serie samlingsalbum med goa- och psytrance. De ges sedan 1996 ut två till tre gånger om året av skivmärket Leguan på det tyska skivbolaget Da Music (före 2002 av Nova Tekk). 9 mars 2012 gavs den 29:e volymen ut.
Volymerna ges ut i digipack med två cd-skivor. Cd-fodralen är utsmyckade enligt psykedelisk tradition med motiv från hinduisk religion och mystik, och har alltid en bild av Buddhas huvud på framsidan. På fodralen står det "The Best of Goa-trance & Psychedelic Techno" (’Det bästa av goatrance och psykedelisk techno’). Albumen har genom åren följt utvecklingen av de psykedeliska genrerna. Några återkommande artister på albumen är Atmos, Synchro, Psychonaut och MWNN.
Titeln Goa-Head är en ordvits. Det översätts ordagrant som ’goahuvud’ eller – analogt med exempelvis metal-head – ’goafan’. Det kan också utläsas go ahead, som betyder ’var så god’ eller ’fortsätt’.

## Volymer
| Volym       | Utgivningsår |
| ----------- | ------------ |
| Goa-Head    | 1996         |
| Goa-Head 2  | 1997         |
| Goa-Head 3  | 1997         |
| Goa-Head 4  | 1997         |
| Goa-Head 5  | 1998         |
| Goa-Head 6  | 1998         |
| Goa-Head 7  | 1999         |
| Goa-Head 8  | 1999         |
| Goa-Head 9  | 1999         |
| Goa-Head 10 | 2000         |
| Goa-Head 11 | 2000         |
| Goa-Head 12 | 2000         |
| Goa-Head 13 | 2001         |
| Goa-Head 14 | 2001         |
| Goa-Head 15 | 2001         |
| Goa-Head 16 | 2002         |
| Goa-Head 17 | 2002         |
| Goa-Head 18 | 2003         |
| Goa-Head 19 | 2004         |
| Goa-Head 20 | 2005         |
| Goa-Head 21 | 2005         |
| Goa-Head 22 | 2006         |
| Goa-Head 23 | 2006         |
| Goa-Head 24 | 2007         |
| Goa-Head 25 | 2008         |
| GoaHead 26  | 2009         |
| Goa-Head 27 | 2009         |
| Goa-Head 28 | 2010         |
| Goa-Head 29 | 2012         |